# Costel Pantilimon
Costel Fane Pantilimon (Bacău, 1 februari 1987) is een Roemeens voormalig voetballer die als doelman speelde. Pantilimon debuteerde in 2008 in het Roemeens voetbalelftal. Sinds 2023 is hij algemeen directeur van de Roemeense voetbalclub SSU Politehnica Timișoara.

## Clubcarrière
Pantilimon stroomde in 2003 door vanuit de jeugdopleiding van CS Aerostar, een club in zijn geboorteplaats. Nadat hij in 2006 werd overgenomen door Politehnica Timișoara speelde hij daarvoor bijna honderd wedstrijden in de Liga 1. Toen Timișoara in augustus 2011 uit de competitie genomen werd, verhuurde de club Pantilimon voor een jaar aan Manchester City. Dat nam hem in januari 2012 vervolgens definitief over. In 2014 tekende hij bij Sunderland waar hij twee seizoenen speelde. In 2016 tekende hij een deal van drie en een half jaar bij Watford die hem in 2017 voor een jaar verhuurde aan Deportivo La Coruña. Na zijn terugkomst in de Premier League in 2018 tekende Pantilimon een contract bij Nottingham Forrest waarna hij in januari 2020 werd verhuurd aan de Cypriotische club Omonia. In september 2020 tekende hij een contract bij de Turkse club Denizlispor waar hij zijn carrière na het seizoen zou beëindigen.

## Interlandcarrière
Pantilimon startte zijn interlandcarriere bij Roemenië onder 21. Hij maakte zijn debuut voor het hoofdelftal op 19 november 2008 in een wedstrijd tegen Georgië. In 2017 kwam hij voor het laats uit voor Roemenie. In totaal heeft Pantilimon 27 keer gespeeld voor het Roemeense elftal.

## Erelijst
| Premier League      | 1x | 2013/14 |
| League Cup          | 1x | 2013/14 |
| FA Community Shield | 1x | 2012    |